# Guy Nickalls
Guy Nickalls (Sutton, Londres, 13 de novembre de 1866 – Leeds, West Yorkshire, 8 de juliol de 1935) va ser un remer anglès que va competir a començaments del segle xx.
Nascut a Sutton, aleshores part de Surrey, estudià a l'Eton College i al Magdalen College de la Universitat d'Oxford. Va formar part de les tripulacions de rem d'Oxford a la regata Oxford-Cambridge entre 1887 i 1891, amb un balanç de dues victòries i tres derrotes i en fou president el 1890. Fou membre del Leander Club i guanyà 22 proves de la Henley Royal Regatta.
El 1908 disputà els Jocs Olímpics de Londres, on guanyà la medalla d'or en la prova del vuit amb timoner del programa de rem. Amb 41 anys i 251 dies és el remer més gran en guanyar un or olímpic.
Entre 1913 i 1916 fou entrenador a Yale. Durant la Primera Guerra Mundial va servir com a capità a la 23a Lancashire Fusiliers.